# Beautiful Garden
Beautiful Garden is een Nederlandse band uit Schoonhoven en bestaat vanaf 1970 tot nu. 

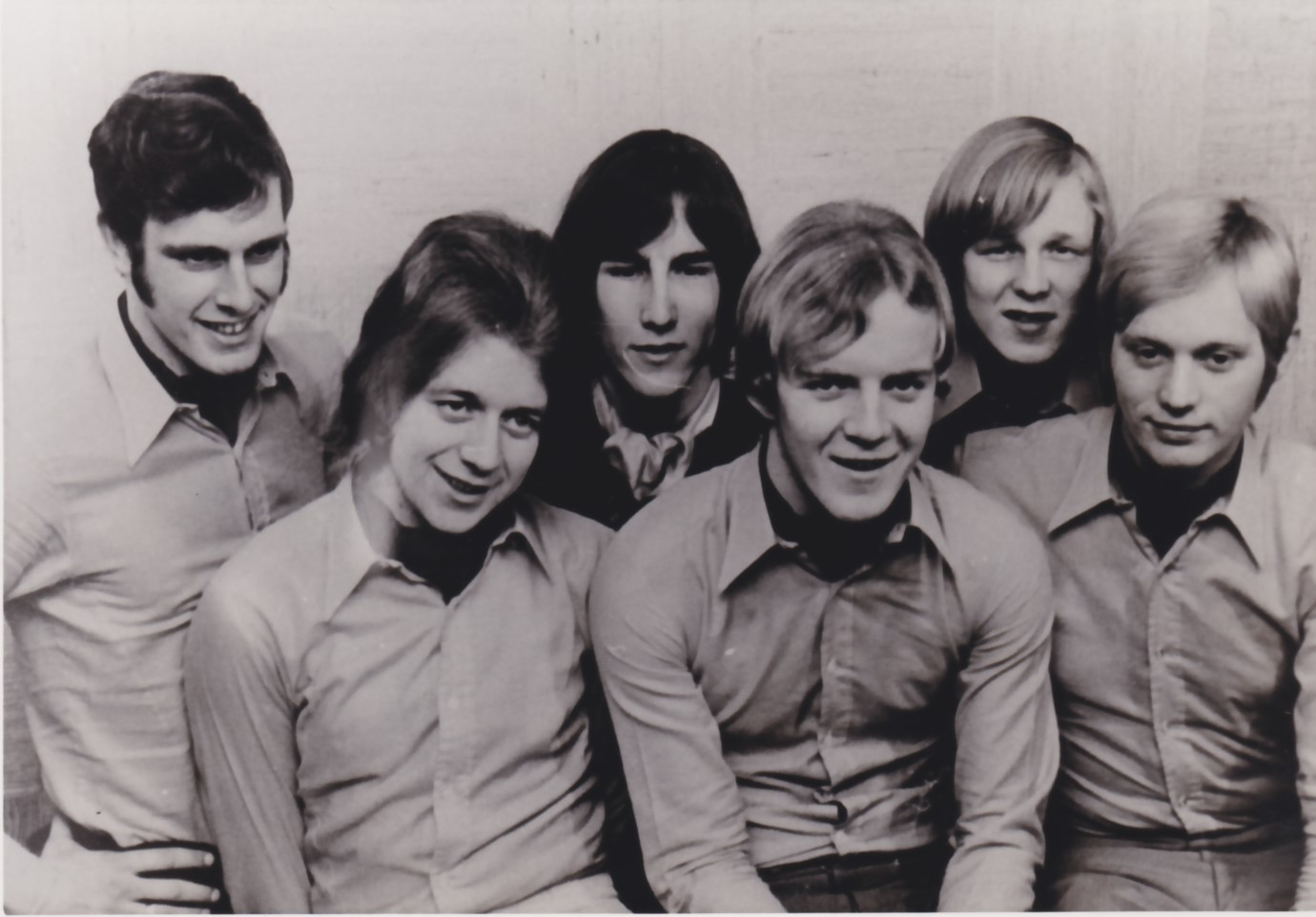
Beautiful Garden 1970

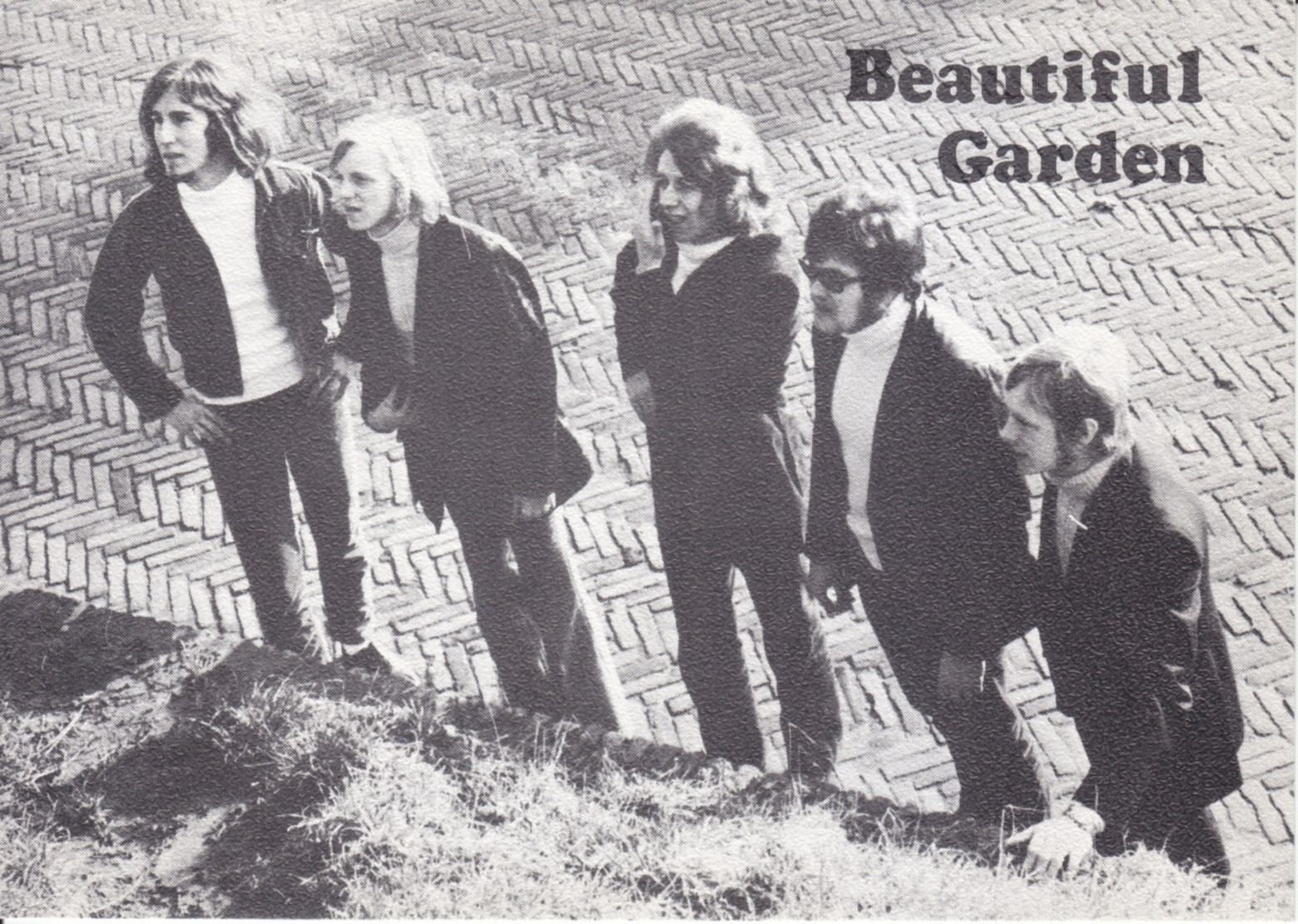
Beautiful Garden begin 1971

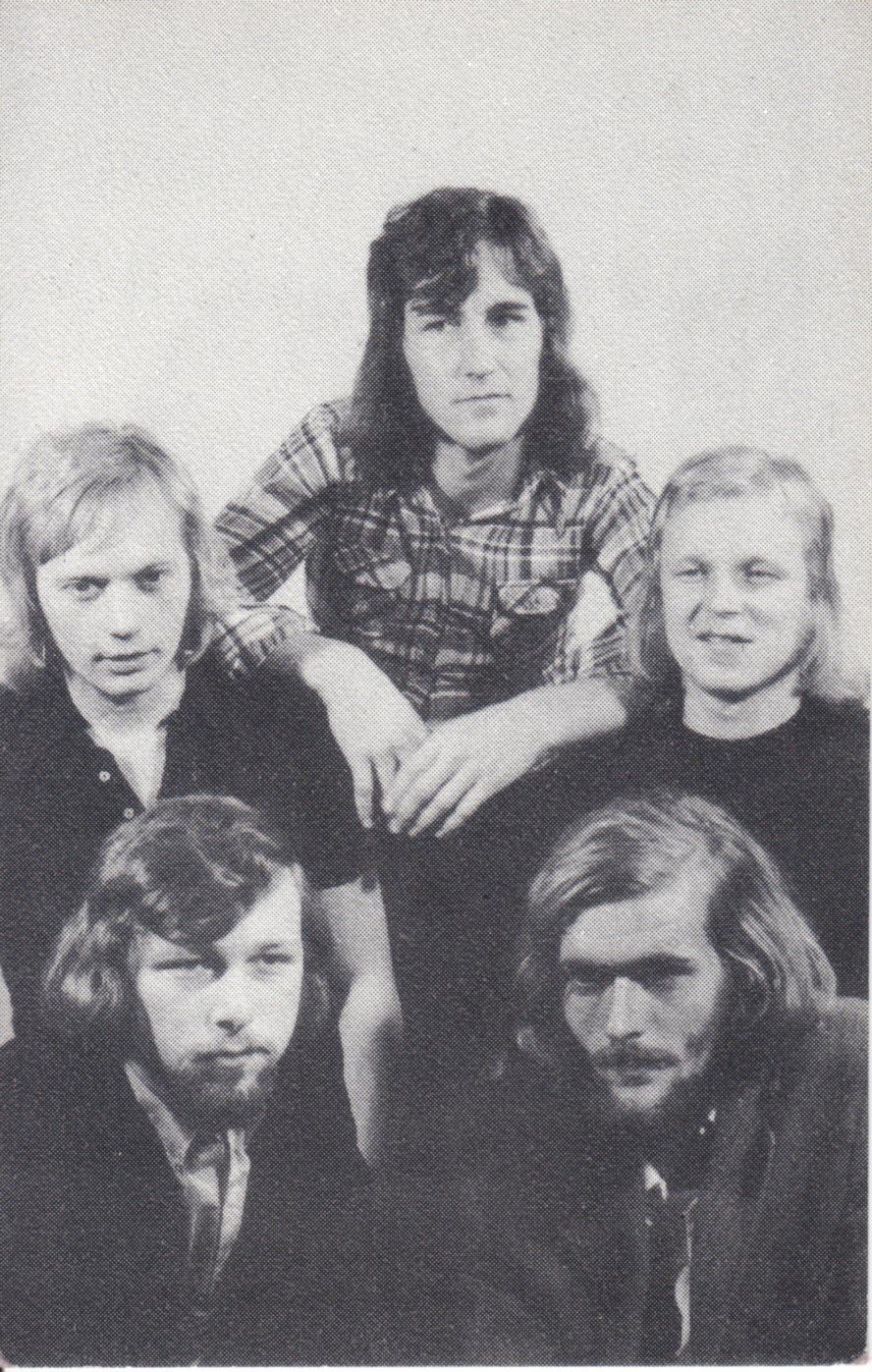
Beautiful Garden 1972

## Biografie
De band wordt in 1966 opgericht als Boem'66, de bezetting is als volgt:
- zang - Dick Hegeman,
- gitaar - Ron de Wit,
- gitaar - Leon Berkouwer,
- basgitaar - Koos van Buren, Ronald van Balen,
- drums - Henny Brands.
- manager - Herman Loeve

Begin 1967 wordt de naam veranderd in Mesh-Set en komt Dick van Dillen op de basgitaar. In juli 1967 komt Piet Kaan op toetsen de band versterken. Juli 1968 stopt Leon, waarna in september van dat jaar Ger van de Lagemaat als gitarist in de band komt.
In juni 1969 wordt de naam Group Act, manager wordt dan Frans Naterop, waarna in maart 1970 de naam definitief Beautiful Garden wordt. De vertaling van Beautiful Garden is mooie tuin en in oud Hollands schone hoven, dus Schoonhoven.
In september 1970 worden er voor Jack de Nijs (Jack Jersey) twee nummers opgenomen in de GTB studio in Den Haag, deze worden niet op plaat gezet. In oktober stopt Henny, waarna Toin Bokken de drummer wordt. Enkele weken later stopt ook Dick van Dillen en stapt Ron over op de basgitaar.
Februari 1971 komt Theo Bouman als gitarist, Piet stopt in oktober van dat jaar en voor hem komt Fred Samelius. December 1971 stapt Theo weer uit de band. In februari 1972 stoppen Fred en Toin en hiervoor komen Gerrit Bohré op toetsen en Cor Gravestein op drums.
In juni 1972 worden er demo opnamen gemaakt in de Relight Studio bij Hilvarenbeek. Naar aanleiding hiervan volgen er in september nog twee opname sessies onder productie van Alan Decker, bekend van o.a. Left Side en George Baker Selection. In november volgen er nog twee sessies met producer Gerrit-Jan Leenders, bekend als producer van o.a. Kayak.
In december 1972 wordt de eerste single "Dear Miss Mary" op het Delta label uitgebracht. In maart 1973 zijn de opnamen voor de tweede single in de Bovema Studio in Heemstede met producer Gerrit-Jan Leenders en technicus Eddy Hilberts (Eddy Hill). Eind april volgt de release van "She said, she said" op het Delta label.
In november 1973 stopt Cor en komt Joop Regoord op drums.
Beautiful Garden stopt in juni 1975, maar in juni 1977 volgt er een doorstart met dezelfde bezetting en uitbreiding van gitarist Frans Bergers.
In september 1977 stopt Ger en komt Marcel Karreman als gitarist. September 1978 stopt Marcel ermee en komt Ger weer terug als gitarist, waarna de band eind oktober 1978 definitief stopt.
In april 2013 wordt het plan opgepakt om Beautiful Garden weer nieuw leven in te blazen en zo geschiet. Deze bezetting bestaat uit leden van het eerste uur van BG:
- zang - Dick Hegeman,
- toetsen - Piet Kaan,
- sologitaar - Ger van de Lagemaat,
- basgitaar - Ron de Wit,
- drums - Henny Brands.

## Discografie
- Dear Miss Mary / Dreaming - Delta D1019  release december 1972
- She said, she said / But that's not true - Delta D1028 release april 1973
- Dear Miss Mary, track 16 op cd "Cornflake Zoo, Episode Four" - Particles PARTCD-4070 release 2016

## Trivia
- 30 april 1969: optreden Mesh-Set op Biet-Deej '69, georganiseerd door de fanclub van de Steps, met o.a. Shocking Blue, Les Cruches, Clarks en Steps.[1][2]
- 1 januari 1970: optreden Group Act op Non-Stop-Top-Festijn in het Nutsgebouw te Schoonhoven, samen met the Motions, After Tea, Moby Dick en de VARA drive in show met Eddy Becker.[3]
- Februari 1972: optreden met Middle of the Road, die hen verzocht om op de installatie van BG te mogen spelen, omdat deze veel beter was dan de eigen installatie.[4][5]
- Oktober 1972: in het AD paginagroot artikel "Pop duur betaald" over de kosten van de installatie en vervoer van een popgroep, BG stond hiervoor model.[6]
- 26 januari 1973: burgemeester Aten van Schoonhoven ontvangt het eerste singletje van BG, op een speciaal hiervoor georganiseerde avond in het Nutsgebouw te Schoonhoven.[7]
- 1973 en 1974: BG maakt gebruik van de grootste Moog Synthesizer in Nederland.[8][9] 1973 Toetsen van Beautiful Garden

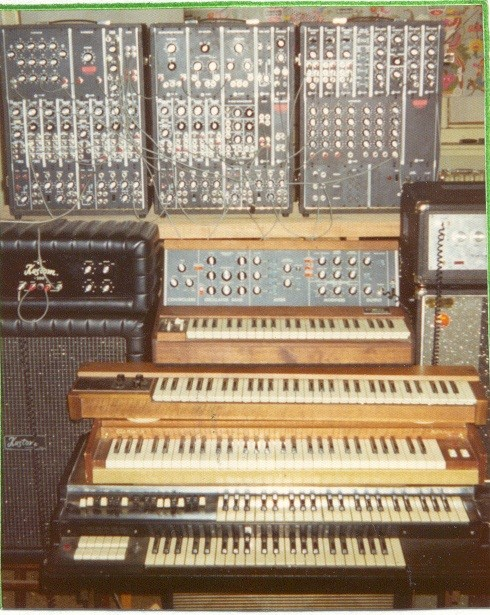
1973 Toetsen van Beautiful Garden

- 5 augustus 1978: optreden in de Jaap Edenhal te Amsterdam tijdens de slotavond van het Parool Euro-Sportring internationaal jeugdvoetbaltoernooi.[10]